# You Love Her Coz She's Dead
You Love Her Coz She's Dead, comúnmente abreviado YLHCSD, fue un dúo británico de música electrónica originario de Bath, formado en 2007, cuyo estilo ha sido comparado con el de Digitalism, Crystal Castles, The Prodigy y, en ocasiones, con el de Daft Punk. La banda firmó con el sello discográfico francés Kitsuné en 2008 y participaron en la compilación Gildas & Masaya - Paris con la canción «Wizards» en mayo del mismo año, y con «Superheroes» en la Kitsuné Compilation 6 en octubre, como sencillos antes del lanzamiento un mes después de Inner City Angst EP. Fueron los ganadores del premio al Mejor Artista de Música Electrónica en los Indie Music Awards, en su edición de 2008.
Utilizando una mezcla de teclados y juegos de viejas consolas para producir un sonido emblemático, denominado 8-bits o Chiptune, lanzaron en agosto de 2011 su primer álbum homónimo —You Love Her Coz She's Dead— y dos sencillos del mismo. También parecieron junto a Dead Kids, tocando su sencillo «Superheroes», en la tercera temporada de la serie de televisión Skins (capítulo 7, «JJ durante una pelea en un club nocturno»), siguiendo los pasos de anteriores apariciones de artistas conocidos como Crystal Castles y Foals. El 19 de febrero de 2016 se confirmó su separación por un comunicado en Facebook emitido por ellos mismos.

## Discografía

### Álbum
- You Love Her Coz She's Dead (2011)

### EP
- Inner City Angst (2008)

### Sencillos
- «Superheroes» (2008)
- «Dead End» (2008)
- «Me Versus You» (2009)
- «Young Tender Hearts Beat Fast» (2009)
- «Paraffin» (2010)
- «Sunday Best» (2010)
- «This Skeleton Dances Like No Other» (2011)

### Compilaciones
| Álbum o Compilación     | Fecha de salida       | Canción       |
| ----------------------- | --------------------- | ------------- |
| Gildas & Masaya - Paris | 6 de mayo de 2008     | «Wizards»     |
| Kitsuné Maison vol. 6   | 27 de octubre de 2008 | «Superheroes» |